# Батерст (остров, Австралия)
Остров Ба́терст (англ. Bathurst Island) — остров на востоке Тиморского моря, принадлежит Северной территории Австралии.

## География
Географически входит в состав островов Тиви. Расположен примерно в 80 км к северу от города Дарвин и занимает площадь около 1691,6 км².
Летом на Батерсте очень жарко: температура достигает 34 °C. Зимой максимальная температура составляет 33 °C, минимальная — 16 °C.

## История
Остров был открыт европейцами только в 1644 году, хотя задолго до этого он был заселён австралийскими аборигенами. Европейским первооткрывателем острова стал голландский путешественник Абел Тасман. Впоследствии, в 1818 году, остров исследовал Филипп Паркер Кинг, назвав его в честь Генри Батерста, 3-го графа Батерста. В течение очень длительного времени остров нисколько не привлекал внимания европейцев.
Жизнь на Батерсте претерпела значительные перемены после появления на нём католических миссионеров и епископа Франциска Ксавьера Гзелля (англ. Francis Xavier Gsell), родившегося в Эльзас-Лотарингии. В 1910 году ему удалось уговорить администрацию Южной Австралии выделить ему участок в 10 тысяч акров на острове Батерст, чтобы основать там христианскую миссию для аборигенов. Однако процесс христианизации шёл с большими затруднениями.
19 февраля 1942 года Батерст подвергся бомбёжке японской авиации.
В 1967 году на берег острова было выброшено двухмачтовое парусное судно «Синга Бетина». Экипаж: Анри Бурдан, бывший французский летчик, и его жена Жози. Их робинзонада длилась 2 месяца. Описание: на франц. языке — Henri Bourdens. Croisière cruelle. En survie sur une ile déserte. Paris. 1968, на русск. языке — Анри Бурдан. Трагический рейс. Прогресс. Москва. 1971.
В 1978 году владение островом было официально передано местным аборигенам тиви. В настоящее время Батерст находится в управлении Земельного совета Тиви, который также выдаёт разрешение на посещение острова некоренным жителям.

## Население
Крупнейшее поселение острова, Нгуиу (англ. Nguiu), расположено в юго-восточной части острова, численность населения которого составляет около 1450 человек.
Остров Батерст является частью резервации австралийских аборигенов.